# Comuna Dubînove, Savran
Dubînove (în ucraineană Дубинове) este o comună în raionul Savran, regiunea Odesa, Ucraina, formată din satele Dubînove (reședința) și Sliusareve.

## Demografie
Componența lingvistică a comunei Dubînove
     Ucraineană (95,74%)
     Rusă (3,15%)
     Alte limbi (0,94%)
Conform recensământului din 2001, majoritatea populației comunei Dubînove era vorbitoare de ucraineană (95,74%), existând în minoritate și vorbitori de rusă (3,15%).